# Francesc Satorres i Macià
Francesc Satorres i Macià o Satorras (Mallorca, segle XIX-segle XX) va ser un enginyer agrònom.
La biografia de Satorres ens és molt poc coneguda. El 1878 era el secretari de la Junta d'Agricultura de les Balears. El 8 de febrer de 1878, com a enginyer agrònom nomenat pel governador va participar en la delimitació dels termes municipals de Sóller i Fornalutx. El mateix any va redactar Informe sobre el estado de la agricultura en la provincia de las Baleares, per ordre de la Direcció General d'Instrucció Pública, Agricultura i Indústria. L'informe va ser editat a la Impremta de Pere Josep Gelabert de Palma (1878).

## Antecedents
En el seu escrit Satorras indica que fins aleshores poc o res s'havia editat referit a l'agricultura de les Illes Balears. Assenyala que a partir de 1875 s'havia publicat l'Anuari Agrícola. Després és publicà la revista El Porvenir de Mallorca fundada i dirigida per Pere Estelrich, en la qual hi publicaren treballs Josep Monlau, Francesc Barceló i Combis, Paulí Vernière, Lluís Pou, Josep Rullan i Mir i altres autors. Una conseqüència de la tasca feta per la revista va ser la publicació el 1877 del llibre Tratado de olivicultura, o del cultivo del olivo y de la obtención del aceite de Josep Monlau i Sala. El 1894 a través de la revista El Agricultor Balear cridà l'atenció sobre els nous cultius i fundà i dirigí la revista d'agricultura Pla i Muntanya (1899). Ell mateix, a la seva propietat de sa Punta, a la carretera de Palma a Sóller, va dur a terme experimentació agrària.

## Contenguts
L'obra de Satorras constitueix una aproximació molt objectiva a l'estat de l'agricultura balear de la darrera meitat del segle xix, amb una anàlisi de cada un dels cultius, una descripció de les principals plagues que els afecten, el problema de l'ús de maquinàries, les construccions rurals, l'ús de l'aigua, la ramaderia i una visió general de la situació econòmica de l'activitat agrària.

## Altres obres
Satorres fou col·laborador de la revista El Agricultor Balear i publicà Abonos minerales. Instrucciones para su aplicación en Mallorca (1901). Abans, des de la revista Pla i Muntanya ja havia duit a terme una defensa de la millora de l'adobat, proposant una combinació de fems i adobs químics. Segons ell els fems són l'adob normal i més important i "els adobs químics convenen sobretot a les terres ben femades". Donava consells de com fer el femer i proposava alternar els formiguers i el conreu de llegums, sense oblidar els adobs verds. Col·laborà a La Ganaderia en España (1891) de la Junta Consultiva Agronómica, amb l'article La ganadería en la provincia de Baleares. El 1907 escrigué amb Hermenegildo Gorría Notas referentes a la enfermedad de los ganados llamada fiebre aftosa o glosopeda. Va dirigir la publicació ''Pla i Muntanya'', subtitulada revista de conreu i de pagesia (1898).